# Pardosa passibilis
Pardosa passibilis là một loài nhện trong họ Lycosidae.
Loài này thuộc chi Pardosa. Pardosa passibilis được Octavius Pickard-Cambridge miêu tả năm 1885.